# ثبت‌نام رأی‌دهنده
در بیشتر دموکراسی‌ها ثبت نام رأی‌دهنده پیش از این که او در انتخابات‌ها مجاز به رأی دادن باشد، لازم است. قوانین حاکم بر ثبت نام بر حسب حوزه قضایی متفاوت است و شرایطی دارد که باید رعایت شود و پیش از ثبت نام شهروند یا مقیم در فهرست افراد واجد شرایط رأی دهی باید به آن عمل شود. در برخی حوزه‌های قضایی ثبت نام افراد بالاتر از سن رای دهی اجباری، و در بیشتر آنها صرفاً اختیاری است. در برخی حوزه‌ها که ثبت نام اختیاریست ممکن است فعالیت‌هایی برای تشویق افراد دارای شرایط رای دهی به ثبت نام صورت گیرد.